# 大谷晃
大谷 晃（おおたに あきら、1906年10月9日 - 1963年2月22日）は日本の柔道家（講道館9段、大日本武徳会教士）。
1929年の明治神宮大会や1934年の天覧試合で選手権を獲得、後には拓殖大学や大阪府警察で後進の指導に当たるなどした、戦前・戦後の柔道界を牽引した柔道家の1人である。

## 経歴
広島県出身。中外商業学校（のちの県立尼崎北高校）、大日本武徳会大阪支部で柔道を学び、1924年17歳の時に講道館入門。入門半年後に初段、1925年1月に2段、1926年11月に3段、1927年2月に4段と、毎年順調に昇段を重ねた。
身長157cmと上背はないものの、重心が低く巌のような体重89kgの体から繰り出す右の背負投と得意とし、1927年の第4回明治神宮大会柔道競技において青年団の個人戦・団体戦に出場。個人戦では決勝戦で大会3連覇を狙う牛島辰熊に敗れるも2位、丹尾繁夫と組み大阪代表として出場した団体戦でも2位という好成績を残して、一躍その名を知られる所となった。
大阪府警察部や大日本武徳会大阪支部、熊本県第一師範（のちの熊本大学）、熊本商業学校（のちの県立熊本商業高校）で柔道指導に当たる傍ら1929年11月の第5回明治神宮大会柔道競技には前大会と同様に青年団で出場し個人戦・団体戦とも優勝、2カ月後の1930年1月には5段に列せられた。
一方、1931年の第2回全日本選士権大会では専門壮年前期の部に第5区代表として出場し優勝候補と目されたが、初戦で第4区代表の島崎朝輝と延長戦3回の激闘の末に抽選で敗れている。
1932年に樺太庁警察部および武徳会樺太支部の柔道教師を任ぜられ、翌33年5月に柔道教士の称号を拝受。1934年5月5日、竣工したばかりの済寧館で開催された皇太子殿下御誕生奉祝武道大会では、当時の柔道家として最大の栄誉である指定選士16人の1人として選出された。予選リーグ第3部に組み入れられた大谷は菊池揚二5段（警視庁・中大師範）や遠藤清6段（武専助教）、先述の牛島辰熊6段（皇宮警察・警視庁師範）ら強豪と相対し、菊池・遠藤に試合時間一杯を戦って優勢勝、牛島との試合では相手の体調不良という運も味方して釣込足による一本勝ちを収め明治神宮大会の雪辱を果たし、準決勝戦進出を決めた。
準決勝の緒方峻6段（武専助教）戦では、組むなり間髪入れずに相手の利き足を体落や小内刈・小外刈で攻め立て、相手の崩れに乗じて一気に背負投で担ぎ上げるという大谷の得意パターンに仕留めて決勝進出を果たすと、決勝戦では指定戦士の部最年長38歳の神田久太郎6段（関東州庁柔道教師）と日本一の栄冠を掛けて争う事となった。
| 段位       | 年月日        | 年齢 |
| ---------- | ------------- | ---- |
| 入門       | 1924年1月     | 17歳 |
| 初段       | 1924年        | 17歳 |
| 2段        | 1925年1月     | 18歳 |
| 3段        | 1926年11月    | 20歳 |
| 4段        | 1927年2月     | 20歳 |
| 5段        | 1930年1月     | 23歳 |
| 6段        | 1936年2月     | 29歳 |
| 7段        | 1941年4月     | 34歳 |
| 8段        | 1948年5月     | 41歳 |
| 9段 (追贈) | 1963年2月21日 | 56歳 |

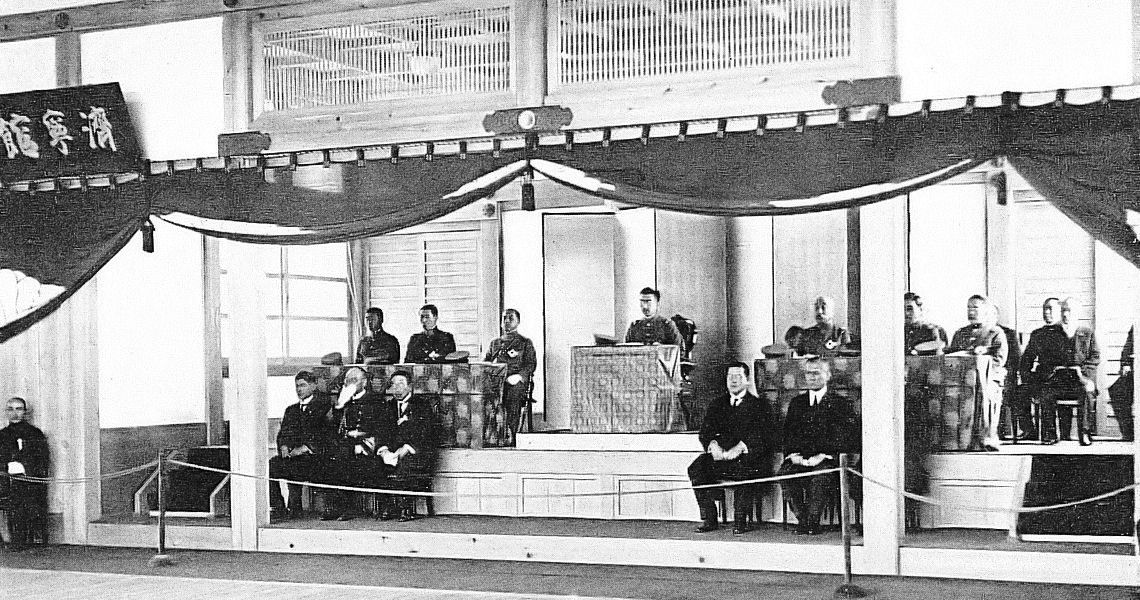
済寧館で行われた天覧試合
（玉座で観戦する写真中央の人物が昭和天皇）

“立って大谷、寝て神田”との下馬評で始まった試合は激しい組み手争いの後に神田が得意の肩車を放ち、大谷がこれを叩き込んでうまく捌いた（大谷は草相撲でも負け知らずであった）。続いて巴投から寝技に誘い込まんと大谷の両足を掴む神田を主審の磯貝一が「手を放して…」と制すと、更に2度・3度と肩車を仕掛ける神田に対し満を持して放った大谷得意の背負投が炸裂して神田の体（たい）は綺麗に弧を描き、この一本勝を以って大谷5段の優勝が決まった。
昭和天覧試合柔道競技はこの1934年大会以外にも1929年・40年と2度開催されて指定選士の部ではそれぞれ栗原民雄と木村政彦が優勝しているが、前者は京都の大日本武徳会武道専門学校に、後者は東京の拓殖大学に軸足を置いていずれも優れた指導者や豊富な稽古相手に恵まれた末の栄冠であるのに対し、樺太という稽古不足になりがちな最果ての地で小柄な柔道家が大木に帯を撒いての1人打ち込みを遮二無二続け、晴れの天覧試合で終に日本一の栄誉を成し遂げたという点において大谷の優勝は特筆される。
その後、大谷は上京して警視庁や拓殖大学で牛島辰熊らと共に後進の指導に当たり、木村政彦や平野時男ら戦中派と呼ばれる世代の大家たちを育てた。
第二の故郷とも言うべき大阪府に移ってからは貝塚市に居を構え、府警柔道師範として後進の指導に尽力。8段位にあった1963年2月、来日したソビエト連邦のサンボ選手を迎え神戸YMCA体育館で開かれた日ソ親善レスリング・柔道対抗大会において、橋春夫4段（天理大）とオレグ・ステパノフとの試合で主審を務めた大谷は試合開始後2分に「気分が悪くなった」と審判を交代し、5分後の20時30分に控室に向かう途中で心臓麻痺により急逝した。享年57。
訃報を受け講道館は、明治神宮大会や天覧試合における輝かしい実績に加え、北は樺太から南は九州まで柔道指導に奔走した大谷の生前の功績を讃え、亡くなる前日の2月21日付で9段位を追贈した。